# Ньютон (лунный кратер)
Кратер Ньютон (лат. Newton), не путать с кратером Ньютон на Марсе, — большой древний ударный кратер в южной приполярной области видимой стороны Луны. Название присвоено в честь английского физика, математика, механика и астронома Исаака Ньютона (1643—1727) и утверждено Международным астрономическим союзом в 1935 г. Образование кратера относится к нектарскому периоду.

## Описание кратера

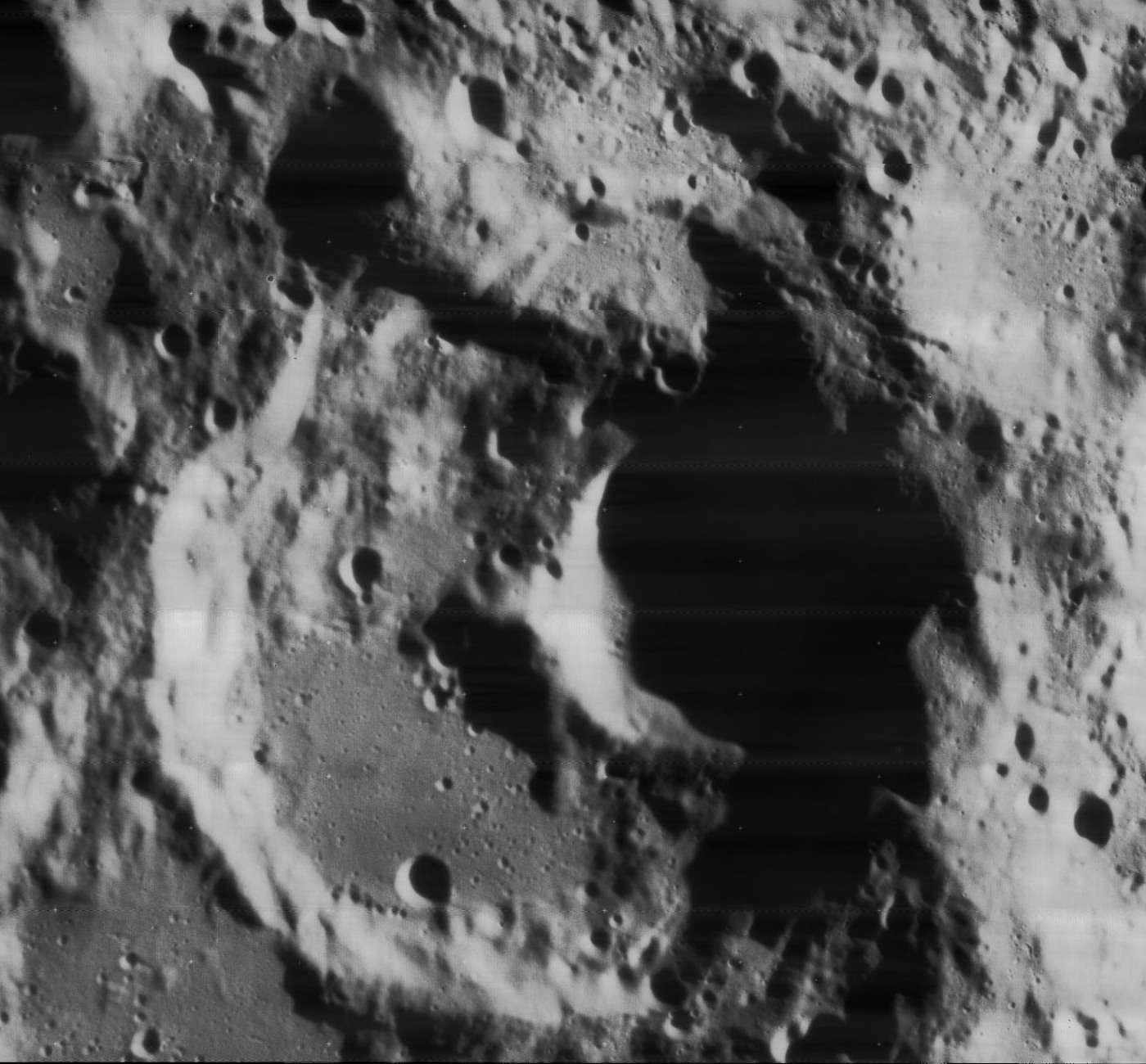
Снимок зонда Lunar Orbiter - IV.

Ближайшими соседями кратера являются кратер Казати на северо-западе; кратер Шорт на севере-востоке; кратер Малаперт на юге-юго-востоке и кратер Кабео на юге-юго-западе. Селенографические координаты центра кратера 76°31′ ю. ш. 17°26′ з. д. / 76,52° ю. ш. 17,44° з. д., диаметр 83,9 км, глубина 5540 м.
Кратер Ньютон имеет полигональную форму и значительно разрушен, юго-западная часть кратера частично перекрывает сателлитный кратер Ньютон G (см. ниже), северо-западная часть кратера в свою очередь перекрыта сателлитным кратером Ньютон D. Вал сглажен и неравномерен по ширине, в юго-западной части он представляет собой тонкую перемычку между кратерами; остальная часть вала значительно шире, особенно в северной части. Один из пиков в западной части вала имеет высоту около 7300 м, два пика в восточной части вала достигают высоты 7500 м. Северная часть чаши пересеченная, южная часть затоплена и выровнена лавой или расплавом пород при образовании кратера, отмечена множеством мелких кратеров и рассечена складкой от юго-западной части внутреннего склона к центру чаши, у подножия южной части внутреннего склона расположена тонкая борозда. Имеется массивный центральный пик высотой около 1900 м.
Кратер Ньютон считается одним из самых глубоких кратеров на видимой стороне Луны.

## Сателлитные кратеры
| Ньютон | Координаты                                            | Диаметр, км |
| ------ | ----------------------------------------------------- | ----------- |
| A      | 80°03′ ю. ш. 20°49′ з. д. / 80,05° ю. ш. 20,82° з. д. | 62,3        |
| B      | 81°27′ ю. ш. 16°43′ з. д. / 81,45° ю. ш. 16,72° з. д. | 46,0        |
| C      | 74°26′ ю. ш. 14°14′ з. д. / 74,44° ю. ш. 14,23° з. д. | 36,0        |
| D      | 76°05′ ю. ш. 15°19′ з. д. / 76,09° ю. ш. 15,32° з. д. | 34,8        |
| E      | 79°52′ ю. ш. 37°22′ з. д. / 79,86° ю. ш. 37,36° з. д. | 16,2        |
| F      | 73°04′ ю. ш. 15°08′ з. д. / 73,06° ю. ш. 15,14° з. д. | 6,3         |
| G      | 78°05′ ю. ш. 18°58′ з. д. / 78,08° ю. ш. 18,96° з. д. | 62,5        |

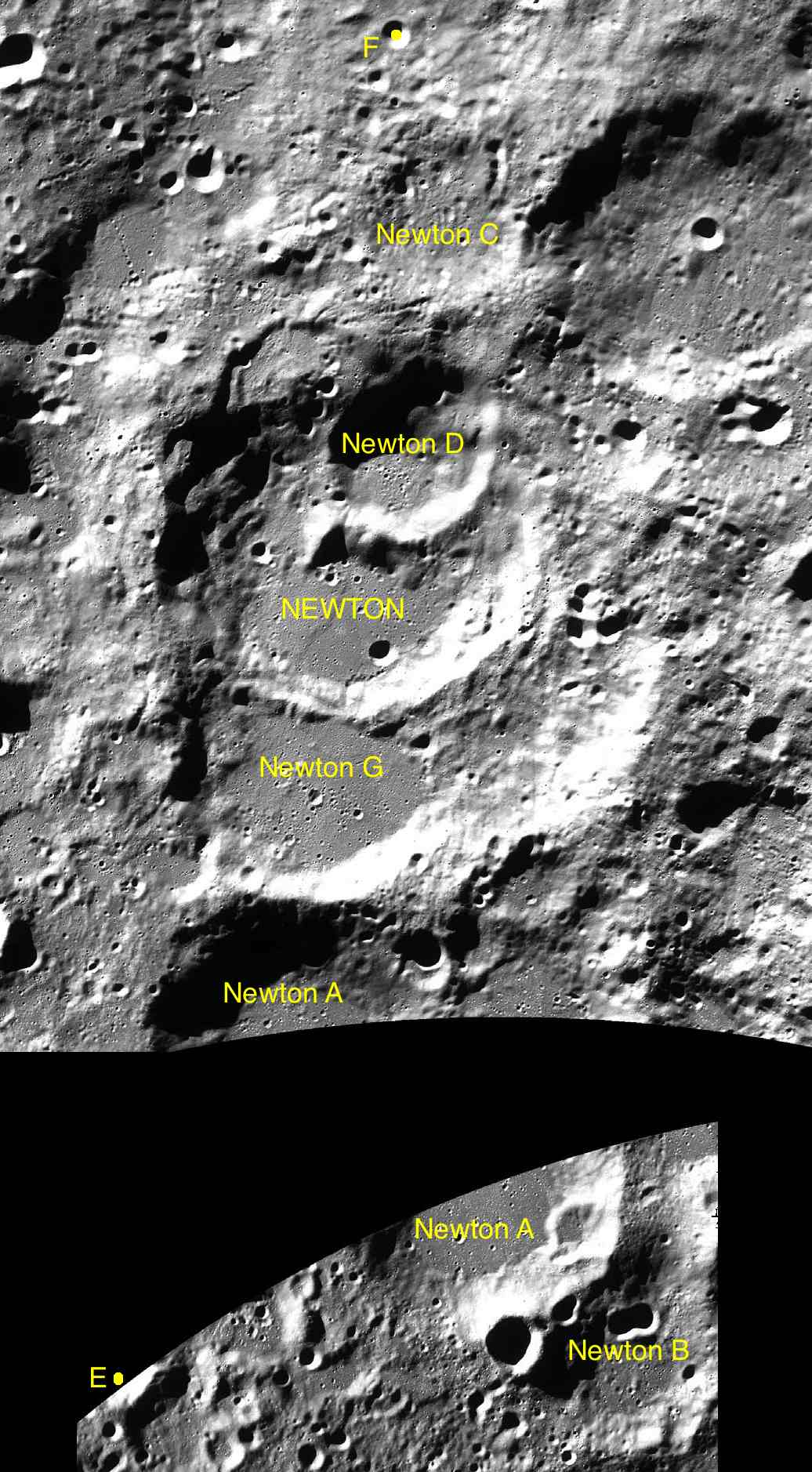
Фрагменты карт LAC-137, LAC-144.

- Образование сателлитных кратеров Ньютон A и G относится к донектарскому периоду[1].

## См.также
- Список кратеров на Луне
- Лунный кратер
- Морфологический каталог кратеров Луны
- Планетная номенклатура
- Селенография
- Минералогия Луны
- Геология Луны
- Поздняя тяжёлая бомбардировка